# Ліза дель Джокондо
Ліза дель Джокондо (італ. Lisa del Giocondo; 15 червня 1479 — 15 липня 1542, за іншими даними бл. 1551), також відома як Ліза Герардіні, Джоконда і Мона Ліза — знатна флорентійка, імовірно зображена на знаменитій картині Леонардо да Вінчі. Про Лізу дель Джокондо відомо небагато. Народилася у Флоренції в знатній сім'ї. Рано вийшла заміж за торговця тканинами, народила шістьох дітей і, цілком ймовірно, вела розмірене життя середнього класу епохи Відродження.
Через кілька століть після її смерті, її портрет, Мона Ліза, отримав світове визнання і вважається одним з найвидатніших творів мистецтва в історії. Картина викликає інтерес дослідників і любителів та стала предметом найрізноманітніших припущень. Остаточно відповідність між Лізою дель Джокондо і Моною Лізою була встановлена у 2005 році.